# Жити (фільм, 2012)
«Жити» — російський драматичний фільм режисера і сценариста Василя Сігарєва. Вперше показаний 31 січня 2012 року на Міжнародному фестивалі в Роттердамі.

## Сюжет
В основі сюжету фільму — три паралельні історії, герої яких стикаються з важким випробуванням в житті — втратою близьких людей. Маленький хлопчик втрачає батька, молода дівчина — кохану людину, а у жінки середніх років гинуть дві дочки — двійнята. У кожній історії свій фінал, кожен вибирає сам, як жити далі. Всі три лінії показані на тлі сучасного життя в російській глибинці, з найгострішими побутовими і соціальними проблемами сучасної Росії.

Людина вміє відчувати, страждати, любити. Вона вміє прийняти свою долю, навіть коли та забирає найцінніше — близьких. Забирає разом з сенсом життя і з бажанням жити. Забирає разом з усім світом. Але герої фільму не готові миритися зі своїми втратами. Вони кидають долі виклик, оголошують їй війну і доходять в ній до людської межі.
— 

## У ролях
| Актор                   | Роль                 |
| ----------------------- | -------------------- |
| Ольга Лапшина           | Галина Капустіна     |
| Марина і Саша Гаврилови | сестри Капустіни     |
| Яна Троянова            | Гришка               |
| Олексій Філімонов       | Антон                |
| Олексій Пустовойтов     | Артем                |
| Євген Ситий             | батько Артема        |
| Ганна Уколова           | мати Артема          |
| Дмитро Куличков         | Ігор                 |
| Олена Лаптєва           | міліціонер           |
| Ірма Арендт             | жінка                |
| Яна Сексте              | Томка                |
| Володимир Костін        | міліціонер у лікарні |
| Олександр Сєріков       | міліціонер у лікарні |
| Лариса Варава           | медсестра            |
| Олексій Литвиненко      | хлопець у лікарні    |
| Роберт Вааб             | батюшка              |
| Олексій Маслодудов      | хлопець у поїзді     |
| Костянтин Гацалов       | Едик                 |
| Ольга Гільова           | лікарка              |

## Знімальна група
- Автор сценарію: Василь Сігарєв
- Режисер-постановник: Василь Сігарєв
- Оператор-постановник: Алішер Хамідходжаєв
- Композитор: Павло Додонов

Зйомки фільму відбувалися в місті Суворов Тульської області.

## Відгуки
Фільм отримав велику кількість позитивних відгуків.
Румунський кінорежисер Крісті Пую, вручаючи Василю Сігарєву приз «Золота Лілія» 12-го Міжнародного кінофестивалю країн Центральної та Східної Європи goEast, зазначив «сміливість висловити невимовне-так, як це можливо тільки в кіно».
На думку телеведучого і продюсера Сема Клебанова, Сігарєв продемонстрував «незвичайну майстерність в роботі з візуальною фактурою і вміння змусити акторів спочатку викластися до межі, а потім ще цю межу подолати»
Кінокритик Василь Корецький вважає, що Василь Сігарєв продемонстрував стрімкий прогрес у своїй творчості — "від інфернальної «російської екзотики» «Дзиги» до потужного, суцільнолитого і складносурядного екзистенціального висловлювання, що, як і раніше, спирається на моторошну російську соціальну фактуру, але набагато перевершує обмеження жанру соцкритики". На думку Корецького, Сігарєв не нагадує вчергове «як страшно жити в Росії», а «говорить про те, як це взагалі — жити і що це таке — помирати».
Кінорежисер Юрій Биков, порівнюючи даний фільм зі своїм фільмом «Жити», зазначав, що йому дуже сподобався фільм Сігарєва: «але змушений визнати, що його картина не те, що навіть сильніше, це зовсім іншого рівня картина, і це чудова робота».

## Нагорода
- 2012 — Фестиваль Східноєвропейського кіно goEast (Вісбаден)[6]
  - Гран-прі «Золота Лілія»
  - Приз FIPRESCI
- 2012 — Кінотавр[7]
  - Найкращий режисер — Василь Сигарєв
  - Найкращий оператор — Алішер Хамідходжаєв
  - Приз Гільдії кінознавців і кінокритиків
- 2012 — Третій Міжнародний фестиваль театру і кіно про сучасність «Текстура» (Перм)[8]
  - Премія в номінації «Кіно. Актриса Сьогодні» — Ольга Лапшина
- 2012 — премія «Білий слон» Гільдії кінознавців і кінокритиків Росії:
  - Найкраща робота оператора — Алішер Хамідходжаєв
  - Найкраща жіноча роль другого плану-Ольга Лапшина
- 2013 — номінації на премію «Ніка»:
  - За найкращу жіночу роль — Яна Троянова
  - За найкращу жіночу роль другого плану — Ольга Лапшина
- 2013 — премія «Жорж»:
  - Спеціальний приз «Справжнє кіно» від сайту Filmz.ru